# Auerbach/Vogtl.
Pour les articles homonymes, voir Auerbach.
Auerbach/Vogtl. (prononcé en allemand : [ˈaʊ.ɐbax] ) est une ville de Saxe (Allemagne), située dans l'arrondissement du Vogtland, dans le district de Chemnitz.
Étymologie : De ur "eau, marécage" et bach "ruisseau".

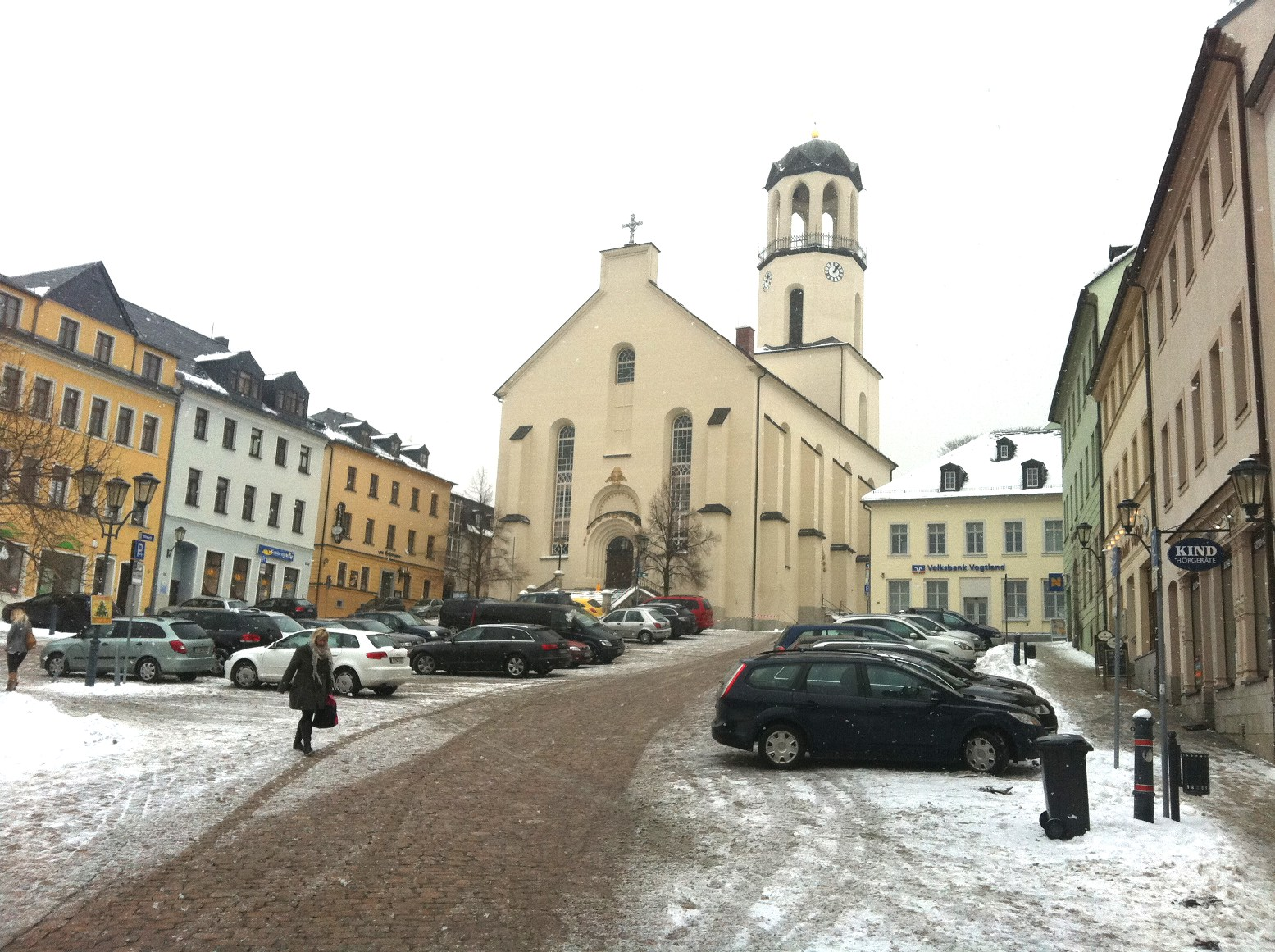
Auerbach

## Histoire
| Appartenances historiques Électorat de Saxe 1357–1806 Royaume de Saxe 1806–1918 République de Weimar 1918–1933 Reich allemand 1933–1945 Allemagne occupée 1945–1949 République démocratique allemande 1949–1990 Allemagne 1990–présent |